# Joyce Odhiambo
Joyce Odhiambo, née le 29 juin 1963, est une athlète kényane.

## Carrière
Elle est médaillée d'or du relais 4 × 100 mètres aux Championnats d'Afrique d'athlétisme 1982 au Caire.
Aux Championnats d'Afrique d'athlétisme 1984 à Rabat, Joyce Odhiambo est médaillée d'or du relais 4 × 100 mètres, médaillée d'argent du 100 mètres et médaillée de bronze du 200 mètres.
Elle participe au 100 mètres et au 200 mètres féminin aux Jeux olympiques d'été de 1988  à Séoul où elle est éliminée en séries.